# Maximilian Reinelt

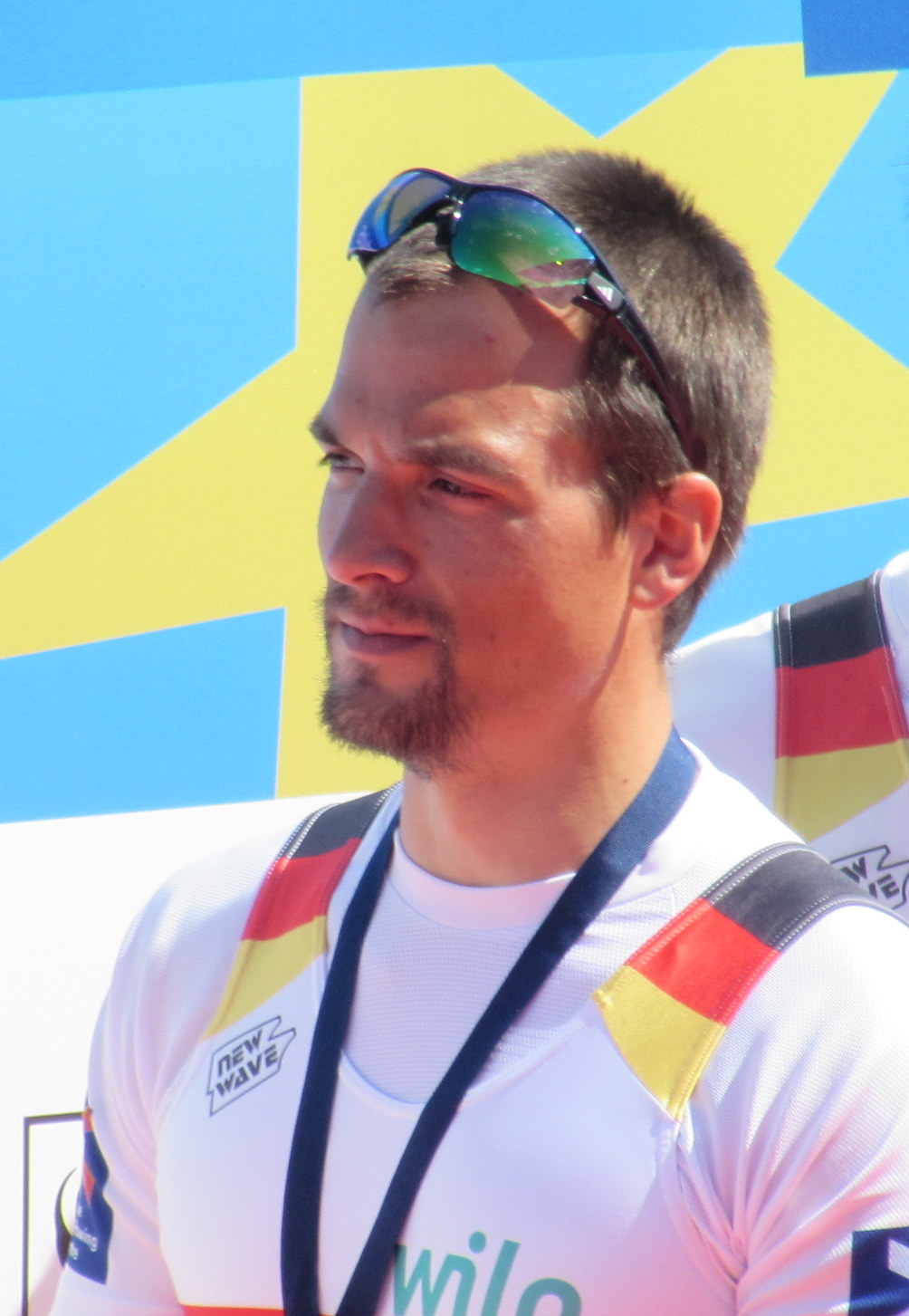
Maximilian Reinelt (2016)

Maximilian Josef Reinelt (* 24. August 1988 in Ulm; † 9. Februar 2019 in St. Moritz) war ein deutscher Ruderer und von 2010 bis 2016 Mitglied des Deutschland-Achters. Sein größter Erfolg war der Gewinn der olympischen Goldmedaille im Achter 2012.

## Leben
Reinelt war 2006 zum ersten Mal Mitglied der Nationalmannschaft, bei den Junioren-Weltmeisterschaften belegte er im Achter den zweiten Platz. Anschließend gewann er bei den Deutschen U23-Meisterschaften ab 2007 drei Jahre in Folge den Achter sowie 2007 und 2008 den Vierer mit Steuermann. Aufgrund dieser Erfolge wurde er jährlich für die U23-Weltmeisterschaften nominiert, hier belegte er mit dem deutschen U23-Achter 2008 den vierten Platz, 2007 und 2009 wurde er jeweils Vizeweltmeister.
Parallel dazu war Reinelt 2008 und 2009 auch bei den Europameisterschaften am Start. 2010 berief ihn Ralf Holtmeyer in den Deutschland-Achter. Sein Heimatverein war der Ulmer Ruderclub Donau.
Bei den Olympischen Spielen 2012 gewann er in London die Goldmedaille mit dem Deutschland-Achter.
Bei den Ruder-Weltmeisterschaften 2013 holte er Silber, hinter dem Vereinigten Königreich und vor den Vereinigten Staaten. Im Jahr darauf ruderte Reinelt bei den Ruder-Weltmeisterschaften 2014 im Achter erneut als Zweiter ins Ziel. Bei den Weltmeisterschaften 2015 siegten wie in den beiden Jahren zuvor die Briten vor den Deutschen.
2016 gewann Deutschland bei den Europameisterschaften vor den Russen und den Briten, im Weltcup gewann zweimal der niederländische Achter. Im Finale der Olympischen Spiele 2016 war dann der Zieleinlauf wieder wie bei den Weltmeisterschaften 2013 bis 2015, hinter den Briten erhielten die Ruderer des Deutschland-Achters die Silbermedaille.
Für seine sportlichen Leistungen wurde Reinelt zusammen mit der Achter-Mannschaft am 1. November 2016 von Bundespräsident Gauck mit dem Silbernen Lorbeerblatt ausgezeichnet. Nach der olympischen Saison 2016 beendete Reinelt seine aktive Karriere im Rudersport. Während seiner sportlichen Karriere absolvierte er alle drei Staatsexamina der Medizin an der Ruhr-Universität Bochum.
Am 9. Februar 2019 starb er beim Skilanglauf im schweizerischen St. Moritz. Maximilian Reinelt wurde am 15. Februar auf dem Hauptfriedhof seiner Heimatstadt beigesetzt. 500 Trauergäste waren anwesend, um Abschied zu nehmen. Nach dem Obduktionsbericht war Reinelt an einer Sarkoidose, die symptomlos blieb, erkrankt. Sie war für die Herzrhythmusstörungen verantwortlich, die den plötzlichen Herztod verursachte.

## Würdigung
Nach Maximilian Reinelt ist der Maximilan-Reinelt-Pfad, ein Trimm-dich-Pfad im Ulmer Stadtteil Böfingen, benannt.

## Erfolge
- 2006: 2. Platz Junioren-Weltmeisterschaften im Achter
- 2007: 2. Platz U23-Weltmeisterschaften im Achter
- 2008: 4. Platz U23-Weltmeisterschaften im Achter
- 2008: 12. Platz Europameisterschaften im Zweier ohne Steuermann
- 2009: 2. Platz U23-Weltmeisterschaften im Achter
- 2009: 6. Platz Europameisterschaften im Zweier ohne Steuermann
- 2010: 1. Platz Europameisterschaften im Achter
- 2010: 1. Platz Weltmeisterschaften im Achter
- 2011: 1. Platz Weltmeisterschaften im Achter
- 2012: 1. Platz Olympische Spiele im Achter[1]
- 2013: 1. Platz Europameisterschaften im Achter
- 2013: 2. Platz Weltmeisterschaften im Achter
- 2014: 1. Platz Europameisterschaften im Achter
- 2014: 2. Platz Weltmeisterschaften im Achter
- 2015: 1. Platz Europameisterschaften im Achter
- 2015: 2. Platz Weltmeisterschaften im Achter
- 2016: 1. Platz Europameisterschaften im Achter
- 2016: 2. Platz Olympische Spiele im Achter